# Heinrich Kraußold
Heinrich Georg Leonhard Kraußold (* 8. Februar 1836 in Fürth; † 2. Juli 1914 in München) war ein deutscher Jurist und Politiker.

## Leben
Als Sohn eines Pfarrers und Predigers geboren, studierte Kraußold nach dem Besuch des Bayreuther Gymnasiums Rechtswissenschaften in Erlangen und Leipzig. Während seines Studiums wurde er 1855 Mitglied der Burschenschaft der Bubenreuther. Nach Examen und Referendariat wurde er 1863 Akzessist in Bayreuth und ging 1865 nach München an das Appellationsgericht von Oberbayern. 1867 wurde er Konzipient in Ansbach, 1871 Advokat in Windsheim und ab 1877 Rechtsanwalt in München. Zwischen 1880 und 1899 gehörte er mehrfach als Abgeordneter für die Nationalliberale Partei dem Bayerischen Landtag an. Er war Mitgründer und später Ehrenpräsident des liberalen Vereins Frei-München. Er war auch an der Gründung des Evangelischen Bundes in München beteiligt und war in dessen Vorstand tätig. 1891 wurde er Justizrat.